# William Berkeley (Ritter)
Sir William Berkeley of Weoley, Stoke Gifford and Uley (* um 1436; † 1501) war ein englischer Ritter.

## Leben
William war ein Sohn von Sir Maurice Berkeley of Stoke Gifford and Uley und Ellen (Eleanor), Tochter des Sir William Montfort of Coleshill.
Er war 1469/70 als Justice of Array mit Ordnungsaufgaben betraut, war zeitweise als Knight of the Shire für Worcestershire Mitglied des Parlaments und war 1484/85 Sheriff von Gloucestershire.
William war unter Eduard IV. Höfling und wurde 1475 zusammen mit Sir John Parr, dem Master of the Horse for the Kings Household, beauftragt in Flandern Pferde für den königlichen Hof zu kaufen.
Während der Rosenkriege kämpfte William für das Haus York 1471 bei der Schlacht von Barnet und bei Tewkesbury.
Anlässlich der Krönung Richards III. wurde er am 6. Juli 1483 zum Knight of the Bath geschlagen.
Anfang 1485 erhielt Sir William Beverston Castle, das seinem Cousin, William Berkeley of Bettesthorne, gehörte. Dieser hatte Beverston Castle aufgrund seiner Beteiligung an der Buckingham Rebellion gegen Richard III. verloren.
Am 22. August 1485 kämpfte Sir William für Richard III. bei der Schlacht von Bosworth und wurde durch den siegreichen Heinrich VII. seiner Ämter enthoben. Sir William verlor zudem all seine Rechte (engl. Bill of Attainder), seine Besitztümer wurden beschlagnahmt und fielen zum Teil dem Onkel Heinrichs, Jasper Tudor, 1. Duke of Bedford, zu.
Im Jahr 1489 wurde Sir William wieder rehabilitiert und sein Besitz Northfield Manor wurde ihm wieder zugesprochen, sobald Jasper Tudor sterben würde.
Beim Tod von Jasper Tudor 1495 erhielt Sir William Northfield Manor nicht wie zugesagt zurück, sondern es fiel in den Besitz der Krone.
Sir William starb 1501.

## Ehe und Nachkommen
Sir William war verheiratet mit Anne, Tochter des Sir Humphrey Stafford of Grafton.
Das Paar hatte folgende Nachkommen:
- Richard ⚭ Elizabeth, Tochter des Sir Humphrey Conningsby
- Anne ⚭ 1) Sir John Gyse und 2) Sir William Kingston
- Katherine ⚭ Maurice Berkeley